# Băița (okręg Hunedoara)
Băița – wieś w Rumunii, w okręgu Hunedoara, w gminie Băița. W 2011 roku liczyła 386 mieszkańców.